# Ulisses Suaid Guimarães
Ulisses Suaid Porto Guimarães Borges, mais conhecido como Ulisses Guimarães (Poços de Caldas, 22 de fevereiro de 1989) é um político brasileirao filiada ao Movimento Democrático Brasileiro (MDB). 

## Biografia
Começou sua carreira política se candidatando à Prefeito de Caldas, sendo eleito com 5.141 votos & Re-eleito.
Em 2018, se candidatou à deputado estadual, não sendo eleito.
Em 2022, ficou como segundo suplente da chapa do MDB-MG para Deputado Federal, assumindo o mandato em 12 de março de 2024, em uma estratégia partidária de visibilidade.